# Chauliodus barbatus
Chauliodus barbatus är en fiskart som beskrevs av Garman, 1899. Chauliodus barbatus ingår i släktet Chauliodus och familjen Stomiidae. Inga underarter finns listade i Catalogue of Life.